# Cơn sốt Trung Hoa Dân Quốc
Cơn sốt Trung Hoa Dân Quốc hay Cơn sốt Dân Quốc (tiếng Trung: 民国热; bính âm: Mínguó rè) đề cập đến một hiện tượng văn hóa ở Trung Quốc đại lục sau khi bước vào thế kỷ 21. Ngành công nghiệp văn hóa và các lĩnh vực tư tưởng của Cộng hòa Nhân dân Trung Hoa bày tỏ nỗi hoài niệm và sự ngưỡng mộ đối với Trung Hoa Dân Quốc thời kỳ còn ở đại lục.:50 Năm 2014, cơ quan truyền thông chính thức của Đảng Cộng sản Trung Quốc là tờ Thời báo Hoàn Cầu đã đăng một bài xã luận chỉ trích hiện tượng này.
Sự trỗi dậy của "cơn sốt Trung Hoa Dân Quốc" ở Trung Quốc đại lục thường được cho là vào khoảng năm 2010. Bắt đầu từ thập niên 1990, giới học giả Trung Quốc đại lục đã phản ánh về lịch sử Trung Hoa Dân Quốc. Nhật báo Thanh niên Trung Quốc đưa tin vào năm 2007 đã mô tả "cơn sốt Trung Hoa Dân Quốc" trong ngành xuất bản sách báo ở Trung Quốc đại lục. Năm 1999, lĩnh vực này "bớt nóng" hơn nhiều. Sự nổi tiếng của Trung Hoa Dân Quốc có một lượng lớn khán giả đưa ra những bình luận tích cực về thời kỳ Trung Hoa Dân Quốc, đồng thời chú ý đến các nhân vật chính trị và học giả của thời kỳ Trung Hoa Dân Quốc. Các sản phẩm văn hóa có liên quan đến cơn sốt này rất phong phú như Internet, phim điện ảnh và phim truyền hình đều là những kênh phổ biến chính.:50
Sự chỉ trích của Cộng hòa Nhân dân Trung Hoa đối với "cơn sốt Trung Hoa Dân Quốc" có một số khía cạnh. Một là thúc đẩy chủ nghĩa hư vô lịch sử và phỉ báng Đảng Cộng sản Trung Quốc và chính phủ Cộng hòa Nhân dân Trung Hoa; hai là dùng bút pháp Xuân Thu mượn quá khứ để châm biếm hiện tại; ba là trở thành công cụ tấn công hệ thống chính trị của Cộng hòa Nhân dân Trung Hoa. Phủ nhận tính hợp pháp của Cộng hòa Nhân dân Trung Hoa đại diện cho Trung Quốc.:50 Thời báo Hoàn Cầu đã gọi đây là “cơn bệnh hoạn” trong một bài xã luận, bởi vì “tình cảm tiểu tư sản vẫn duy trì sự say sưa độc nhất của nó” và “chỉ cần đào sâu một chút, sự ngu dốt và thái độ của nó sẽ bị phơi bày hoàn toàn”.